# St. Ludwig (Friedrichsthal)

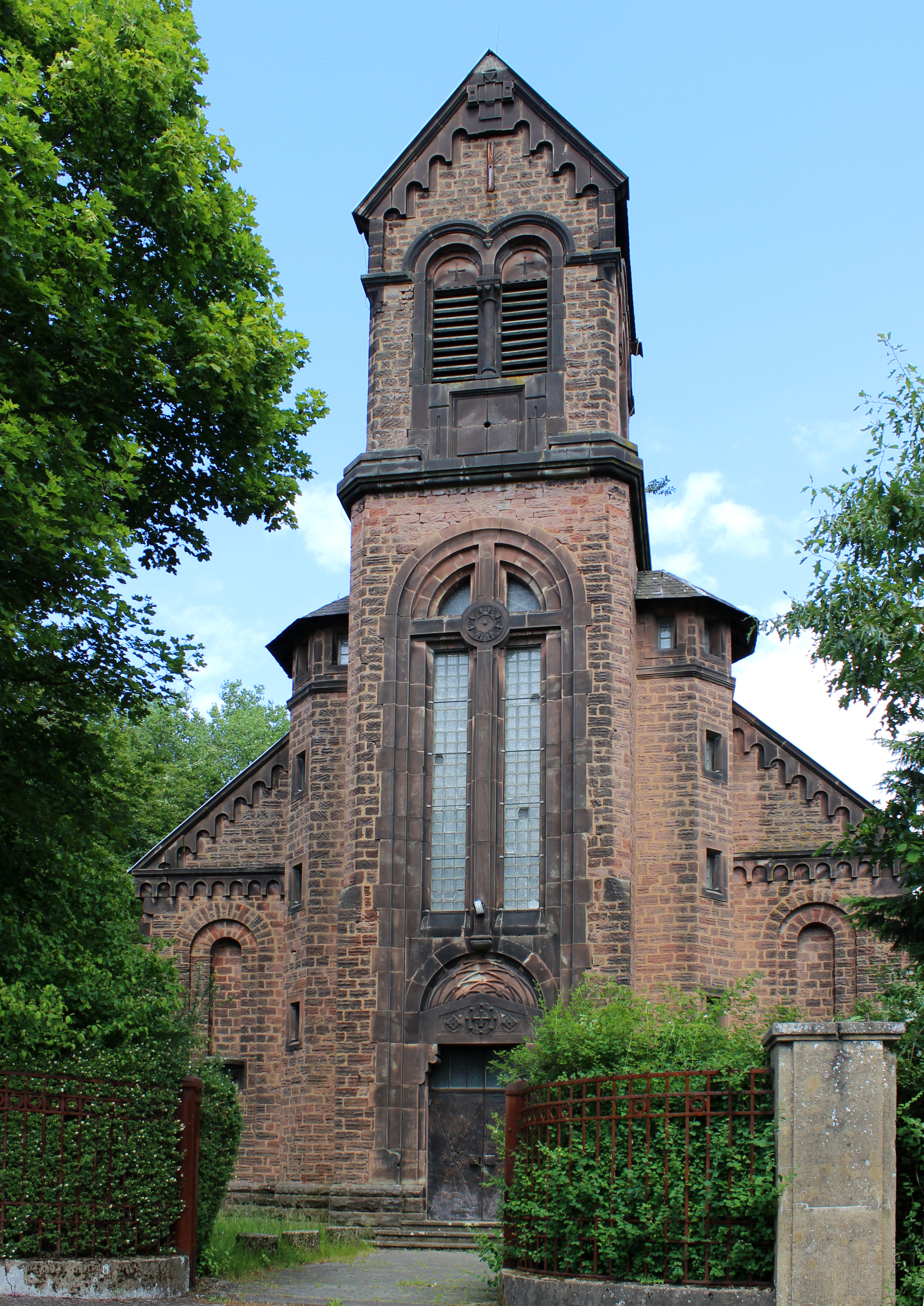
Maybach, Eingang und Turm von St. Ludwig

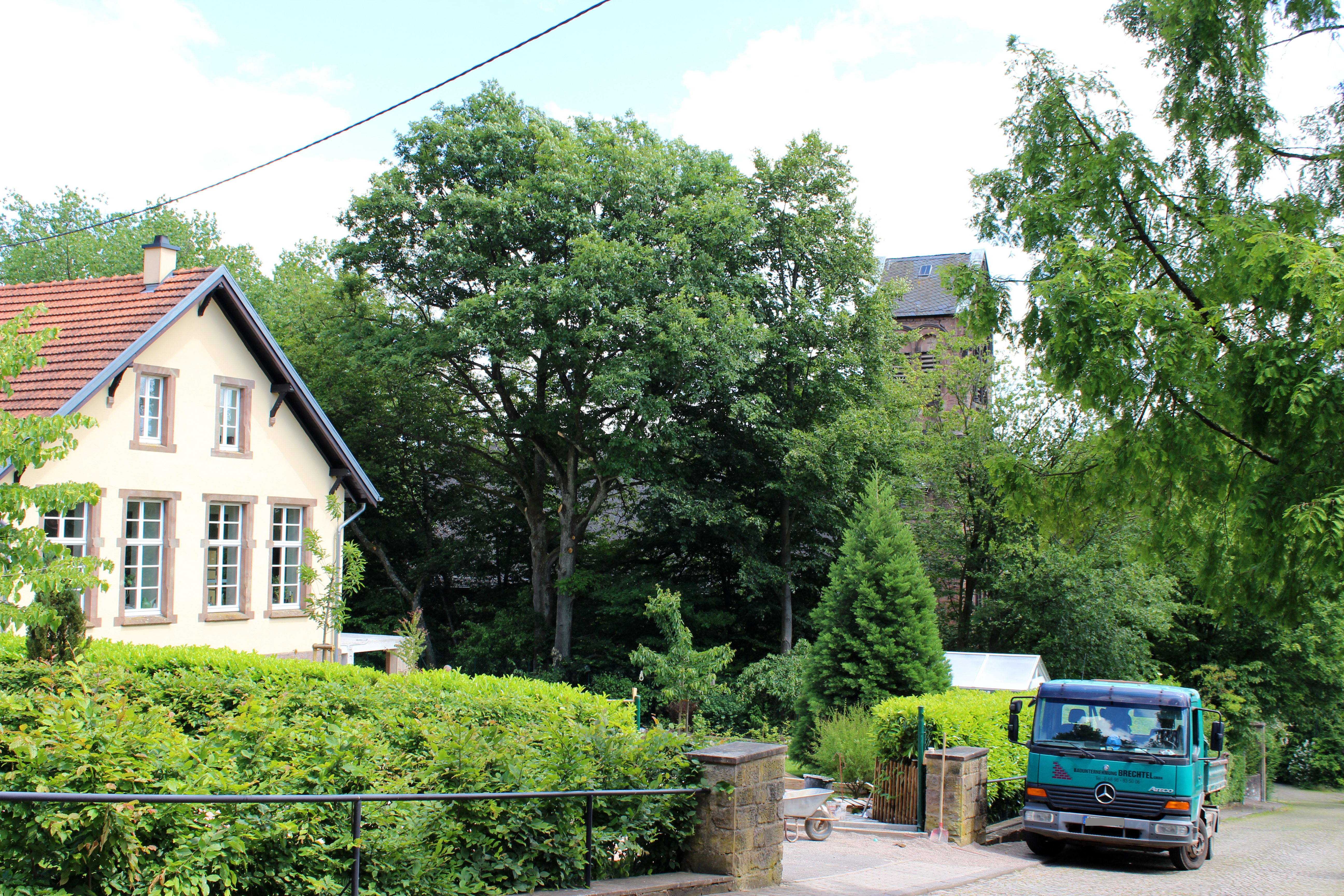
Maybach, Straße des 25. Oktober, links die ehemalige Schule, im Hintergrund die Kirche

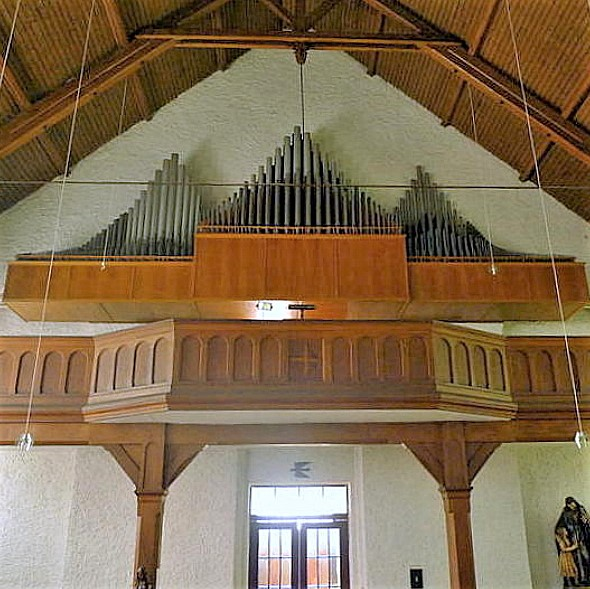
Mayer-Orgel

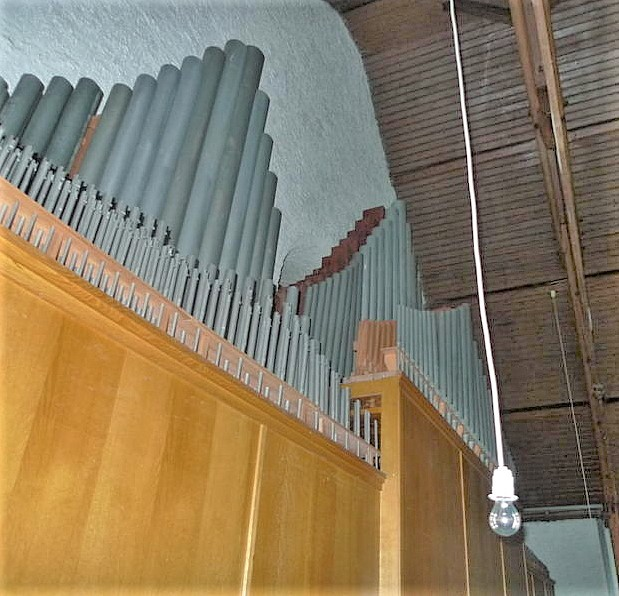
Orgelprospekt

St. Ludwig ist eine profanierte katholische Kirche in der Straße des 25. Oktober im Friedrichsthaler Ortsteil Maybach. Sie steht als Teil des Denkmalensembles „Grube und Siedlung Maybach“ unter Denkmalschutz.

## Geschichte
Nachdem 1873 im westlichen Gemeindegebiet Friedrichsthals die Grube Maybach eingerichtet worden war, richtete der preußische Bergfiskus ab 1900 im unmittelbaren Gebiet des Bergwerks eine eigene Siedlung ein. Seelsorgerisch wurde der neue Ortsteil von Friedrichsthal aus betreut. 1910 wurde die Pfarrei Friedrichsthal geteilt, die bisherige Filiale Bildstock wurde erst zur Kapellengemeinde erhoben und ab 1913 eigenständig. Nach dem Ersten Weltkrieg wurden die saarländischen Gruben durch die französische Grubenverwaltung übernommen und so kamen auch zahlreiche französische Grubenbeamte und -angestellte nach Maybach. Durch die blühende Kohleindustrie war die Zahl der Arbeiter in der Grube ohnehin stark gewachsen, so dass 1924 54 katholische Familien mit 211 Mitgliedern verzeichnet waren.
Da der Weg zur Kirche nach Bildstock weit und gerade im Winter beschwerlich war, wurde Anfang der 1920er Jahre der Wunsch geäußert, in Maybach eine eigene Kirche zu erhalten. Die Grubenverwaltung wollte den Interessen ihrer Arbeiter, Angestellten und Beamten nachkommen und beauftragte den französischen Architekten Schalmeaux  mit dem Plan für eine kleine Kirche, die ursprünglich oberhalb der Grubenanlagen auf öffentlichem Grund erbaut werden sollte. Da man die Kirche jedoch in Grubeneigentum behalten wollte, entschloss man sich, das Gebäude auf Grubenboden zu bauen, und entschied sich für ein Grundstück unterhalb der Schule, das man dauerhaft vom Forstfiskus gepachtet hatte. Die Kirche erhielt das Patrozinium des französischen Nationalheiligen St. Ludwig. Die Grundsteinlegung erfolgte am 18. September 1924, an Heiligabend 1925 fand die Einsegnung durch den Pfarrer statt. Einen Tag später hielt man das erste Hochamt.
1942 erwarb die Pfarrgemeinde Bildstock die Kirche und schon am 1. Februar zog ein Kaplan nach Maybach. Zwei Jahre später wurde Maybach sogar zur Expositur erhoben und damit eigenständiger Seelsorgebezirk. 1949 wurde die einst prunkvoll bemalte Kirche renoviert: Der alte Verputz wurde abgeschlagen, ein grober Spritzputz aufgetragen und die Ausstattung erneuert. 1953 schaffte man Kirchenbänke an und ein Jahr später erhielt das Gotteshaus eine neue Orgel.
Nach dem Weggang von Expositus Paul Ständebach im Jahr 1950 erhielt Maybach keinen neuen Seelsorger mehr, sondern wurde wieder von Bildstock aus betreut. Seit der Zusammenlegung der Pfarreien Friedrichsthal und Bildstock wird die Kirche wieder von der Pfarrei Friedrichsthal betreut. Zuletzt wurde das Sakralgebäude nicht mehr für Gottesdienste genutzt. Die letzte regelmäßige Nutzung war das Jahresgedenken an das Grubenunglück am 25. Oktober 1930. Am 16. Juni 2019 wurde die Kirche profaniert.

## Architektur und Ausstattung
Die Kirche aus Bruchsteinen wurde in der Form einer Basilika im neoromanischen Stil erbaut. Dem rechteckigen Saal mit kleiner Apsis wurde ein quadratischer Turm mit Eingangsportal vorgesetzt. Flankiert wird der Kirchturm von zwei kleineren Türmchen. Über dem Eingangsportal mit abstrakt verziertem Tympanon sitzt ein hochgezogenes Fenster mit mächtigem Kreuz. Die Fassade ist aufwändig mit Lisenen und Bogenfriesen verziert.
Vor der Renovierung der Kirche im Jahr 1949 waren die Wände der Apsis und des Saales reich bemalt. Während der Renovierung wurde der alte Putz abgeschlagen und durch einen bis heute erhaltenen Spritzputz ersetzt. Holzkanzel, Leuchter und neogotischer Hochaltar wurden ebenfalls entfernt. Der Saarbrücker Künstler Günther Maas schuf einen schlichten Altar mit großem Holzkreuz, eine schmiedeeiserne Kommunionbank, eine neue Kanzel und eine Marienstatue. Die schmucklosen Holzbänke wurden 1954 angeschafft.
Die Fenster der Apsis sind in Blautönen gehalten, die restlichen farblos.

## Orgel
St. Ludwig beherbergt eine Orgel mit 13 Registern auf Kegelladen, die 1954/55 von der Firma Hugo Mayer Orgelbau aus Heusweiler erbaut wurde. Die Registertraktur ist elektrisch, die Spieltraktur elektropneumatisch. Die Disposition lautet wie folgt:
| I Hauptwerk C–g3 |               |       |
| 1.               | Prinzipal     | 8′    |
| 2.               | Salicional    | 8′    |
| 3.               | Rohrflöte     | 4′    |
| 4.               | Waldflöte     | 2′    |
| 5.               | Mixtur III–IV | 1 ⁄3′ |

| II Positiv C–g3 |            |    |
| 6.              | Gedeckt    | 8′ |
| 7.              | Prinzipal  | 4′ |
| 8.              | Prinzipal  | 2′ |
| 9.              | Cymbel III | 2′ |

| Pedal C–f1 |             |     |
| 10.        | Subbass     | 16′ |
| 11.        | Oktavbass   | 8′  |
| 12.        | Gedecktbass | 8′  |
| 13.        | Choralbass  | 4′  |

- Koppeln: II/I, I/P, II/P
- Spielhilfen: 1 freie Kombination, Crescendowalze